# Association for Financial Markets in Europe

Logo

Die Association for Financial Markets in Europe (AFME) ist eine europäische Lobbyorganisation marktführender Unternehmen aus der Finanzbranche mit Sitzen in London, Frankfurt und Brüssel. Ihr sind zahlreiche europäische und internationale Großbanken, Versicherungen und Finanzinstitute angeschlossen wie unter anderem die ABN AMRO, die Allianz SE, AXA Investment, die Bank of America Meryll Lynch, BlackRock, die Blackstone Group, die Citigroup, die Commerzbank, die Credit Suisse, die Deutsche Bank, Fitch Ratings, Google Cloud, J. P. Morgan Chase, Moody’s, PricewaterhouseCoopers, Standard & Poor’s und die UBS. Nach eigenem Bekunden setzt sich die AFME „für umfassende und integrierte europäische Kapitalmärkte ein, welche den Bedarf von Unternehmen und Anlegern decken [und] Wirtschaftswachstum  fördern“. Sie versteht sich als die „Stimme  aller  europäischen Finanzmärkte für Firmenkunden“ und will „Fachwissen über eine Vielzahl von aufsichtsrechtlichen und Kapitalmarkt-Themen“ anbieten. Die AFME ging 2009 aus einer Fusion der LIBA (London Investment Banking Association) und der SIFMA (European arm of the Securities Industries and Financial Markets Association) hervor. Der Vorstandsvorsitzende ist Adam Farkas. Laut Lobbyfacts.eu arbeitet die Organisation mit einem jährlichen Finanzvolumen von 4.750.000 bis 4.999.999 Euro.